# Statele Unite ale Insulelor Ioniene
Statele Unite ale Insulelor Ioniene sau Ionice (în greacă Ἡνωμένον Κράτος τῶν Ἰονίων Νήσων -Inoménon Krátos ton Ioníon Níson; în italiană Stati Uniti delle Isole Ionie) a fost un protectorat statal și amical al Regatului Unit între 1815 și 1864. A fost statul succesor al Republicii Septinsulare .                     A acoperit teritoriul celor șapte Insule Ionice (Corfu, Zakynthos, Ithaca, Paxoi, Cythera / Cerigo, Leucas, Cephalonia), în Grecia modernă, și a fost cedată Greciei ca dar al Regatului Unit regatului Greciei, noul rege fiind George I , după Rezoluția pentru unirea cu Grecia propusă de Partidul Radicalilor. 

## Istorie

### Republica Septinsulară
Înainte de Războaiele Revoluției franceze, Insulele Ionice făceau parte din Republica Veneția. Când Tratatul de la Campo Formio din 1797 a dizolvat Republica Veneția, aceste insule au fost anexate Republicii Franceze. Între 1798 și 1799, francezii au fost izgoniți de o forță comună ruso - otomană. Forțele de ocupație au fondat Republica Septinsulară, care s-a bucurat de o independență relativă sub suzeranitatea nominală otomană și controlul rusesc din 1800 până în 1807. 
Insulele Ionice au fost apoi ocupate de francezi după tratatul de la Tilsit. În 1809, Anglia a învins flota franceză de la insula Zakynthos pe 2 octombrie și a capturat Kefalonia, Kythira și Zakynthos. Britanicii au luat Lefkada în 1810. Insula Corfu a rămas ocupată de francezi până în 1814. 

### Protectorat britanic
Congresul de la Viena a convenit să plaseze Insulele Ionice sub "protecția amicală" exclusivă a Angliei. În ciuda administrației militare britanice, Imperiului Austriac i s-a garantat statutul comercial egal cu cel al Marii Britanii. Aranjamentul a fost formalizat odată cu ratificarea "Constituției Maitland", la 26 august 1817, care a creat federația celor șapte insule, cu locotenentul-general Sir Thomas Maitland ca prim "Înalt Comisar al Insulelor Ionice". 

### Unirea cu Grecia
Câțiva ani mai târziu, au început să se formeze grupuri de rezistență. Deși energia lor în primii ani a fost îndreptată spre sprijinirea grecilor în revoluția împotriva turcilor, în curând au început să se îndrepte împotriva britanicilor. Partidul radicalilor (în greacă: Partidul Rizospaston (Ριζοσπαστών)), fondat în 1848, a fost împotriva ocupației britanice a Insulelor Ionice și în favoarea unirii cu Grecia.             În septembrie 1848 au avut loc ciocniri cu armata britanică în Argostoli și Lixouri din Cefalonia, ceea ce a dus la o anumită relaxare a legilor și a libertății presei. Unirea cu Grecia a fost acum un scop declarat, iar până în 1849, o agitație crescândă a avut ca rezultat și mai multe ciocniri. Cei douăzeci și unu de instigatori au fost spânzurați, alți 34 au fost închiși și 87 biciuiți.
La 26 noiembrie 1850, deputatul Radical John Detoratos Tipaldos a propus în parlament rezoluția pentru unirea Insulelor Ionice cu Grecia, semnată de Gherasimos Livadas, Nadalis Domeneghinis, George Tipaldos, Franghiskos Domeneghinis, Ilias Zervos Iakovatos, Iosif Momferatos, Telemahus Paizis, Ioannis Tipaldos, Agghelos Sigouros-Dessylas, Hristodoulos Tofanis. Marea Britanie a răspuns cu persecuții, arestări, închisori și exil. În 1862, partidul a fost împărțit în două facțiuni, Partidul Radical Unic și Partidul Radical Real. 
La 29 martie 1864, reprezentanții Marii Britanii, Greciei, Franței și Imperiul Rus au semnat Tratatul de la Londra, prin care s-a ratificat transferul suveranității către Grecia; aceasta a fost menită să susțină domnia regelui George I al Greciei nou instalat. Astfel, la 28 mai, prin proclamația făcută de Lordul Înalt Comisar, Insulele Ionice au fost unite cu Grecia. 

## Limbile
Conform celei de-a doua constituții a Republicii (1803), limba greacă era prima limba oficială, spre deosebire de situația din Republica Septinsulară (sau Heptinsulară).  Italiana era totuși încă în uz, în principal, în scopuri oficiale pe vremea Republicii Venețiene. Singura insulă în care italiana venețiană avea o răspândire mai largă a fost Cefalonia, unde un număr mare de oameni au adoptat limba italiană venețiană ca prima lor limbă. 

## Statele

Stema britanică înconjurată de emblemele celor șapte Insulele Ionice. De sus, în sensul acelor de ceasornic: Corfu, Zakynthos, Ithaca, Paxoi, Cythera / Cerigo, Leucas, Cephalonia

Statele Unite ale Insulelor Ionice erau o federație. Aceasta a inclus șapte state insulare, fiecare având alocat un număr de locuri în Senatul Ionian: 
| Stat      | Capital   | Membrii aleși |
| --------- | --------- | ------------- |
| Corfu     | Corfu     | 7             |
| Cefalonia | Argostoli | 7             |
| Cythera   | Kythira   | 1 sau 2       |
| Ithaca    | Vathy     | 1 sau 2       |
| Paxos     | Gaios     | 1 sau 2       |
| leucas    | Lefkada   | 4             |
| Zakynthos | Zakynthos | 7             |

## Guvernare

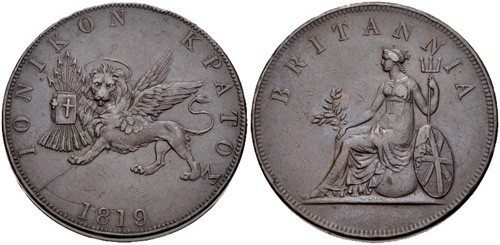
Monedă ionică de doi oboli, 1819

Administrația britanică era sub îndrumarea unui Lord Înalt Comisar, numit de monarhul britanic la recomandarea guvernului britanic. În total, zece bărbați au servit în această calitate, printre care William Gladstone, în calitate de Lord Înalt Comisar Extraordinar (în biroul 1858-1859). 
Insulele Ionice au avut un parlament legislativ bicameral, intitulat "Parlamentul Statelor Unite ale Insulelor Ionice", compus dintr-o Adunare Legislativă și un Senat.
Constituția din 1818 a instituit de asemenea o Înaltă Curte de Apel numită Consiliul Suprem de Justiție al Statelor Unite ale Insulelor Ionice, al cărei președinte urma să fie cunoscut sub numele de Judecător șef, care ar fi avut precedență imediat după președintele Senatului.   

## Legături externe
- „Constitution of the Ionian Islands”. University of Kassel. Accesat în 21 iulie 2006.[nefuncțională]
- The Constitution in Italian
- „Territories of the British Empire, History of the Ionian Islands”. David Rumsey Map Collection. Accesat în 2 iulie 2014.